# Jean-Louis Fabiani
Pour les articles homonymes, voir Fabiani.
Jean-Louis Fabiani, né le 30 mai 1951 à Alger, est un sociologue français.

## Biographie
Ancien élève de l'École normale supérieure (promotion 1972), de l'université Paris I et de l'EHESS (1980), agrégé de philosophie (1974), Jean-Louis Fabiani est élève de Pierre Bourdieu, Jean-Claude Passeron et de Randall Collins.
Il est directeur régional des affaires culturelles de Corse de 1988 à 1991.

### Universitaire
Il est élu à l'École des hautes études en sciences sociales (EHESS) en 1991, d'abord comme maître de conférences, puis comme directeur d'études en 1996. Il est rattaché au Centre d'études sociologiques et politiques Raymond Aron (CESPRA), qui relève du CNRS et de l'EHESS.

#### Travaux
En sociologie, ses recherches portent notamment sur l'étude de ce qu'il nomme des « configurations de savoir », entendues comme les manières dont les disciplines et les institutions savantes se construisent et se modifient. Ce type de problème a fait l'objet de son ouvrage Les Philosophes de la République (1988) paru aux Éditions de Minuit dans la collection « Sens commun » (dirigée par Pierre Bourdieu).
Parallèlement, il contribue dès les années 1980, à la sociologie de l'environnement en France (La Société vulnérable, avec Jacques Theys, 1987).
Il se consacre également à la sociologie de la culture et renouvelle les problématiques.

#### Professorat
Il a été plusieurs fois professeur invité aux États-Unis, notamment aux départements de sociologie de l'université de Chicago et de l'université du Michigan. Il est également professeur associé à l'université de Montréal (Québec).
Il est professeur à l'université d'Europe centrale de Budapest, en tant que professeur senior au département de sociologie et d'anthropologie depuis 2011.

### Décoration
- Officier de l'ordre des Arts et des Lettres[12]

## Questions de société
Dans la controverse autour de Nathalie Heinich qui a abouti à une pétition dénonçant son homophobie supposée, Jean-Louis Fabiani prend la défense de la sociologue, alors même qu'elle était lancée par Geoffroy de Lagasnerie (dont Fabiani fut le directeur de thèse).

## Principales publications
- avec Jacques Theys (éd.), La Société vulnérable. Évaluer et maîtriser les risques, Paris, Presses de l'École normale supérieure, 1987
- Les Philosophes de la République, Paris, Éditions de Minuit, coll. « Le Sens commun », 1988
- Lire en prison : une étude sociologique, avec la participation de Fabienne Soldini, Paris, Bibliothèque publique d'information, Centre Georges Pompidou, 1995
- avec Olivier Bergeron, La Petite Mer. Portraits de l'étang de Berre, photographies de Alain Ceccaroli, Bernard Plossu et Aldo Soares, Paris, Conservatoire du littoral, 1996
- L'Europe du Sud contemporaine, photographie de Bernard Plossu, Marseille, Images en manœuvres, 2000
- (dir.) Le Goût de l'enquête : pour Jean-Claude Passeron, Paris ; Budapest ; Torino [etc.], L'Harmattan, 2001
- Beautés du Sud. La Provence à l'épreuve des jugements de goût, photographies de Franck Pourcel, Paris, L'Harmattan, 2005
- avec Emmanuel Ethis (dir.), Figures du corps au cinéma : body is comedy, Arles, Actes sud, 2006
- La Petite Mer des oubliés : étang de Berre, paradoxe méditerranéen, photographies de Franck Pourcel, Manosque, Le Bec en l'air, 2006
- Après la culture légitime: objets, publics, autorités, Paris, L'Harmattan, 2007
- Avignon, le public participant avec Emmanuel Ethis et Damien Malinas, éditions L'entretemps/La documentation française, 2008
- Qu'est-ce qu'un philosophe français?. La vie sociale des concepts (1880-1980), Paris, Éditions de l'EHESS, 2010
- La Sociologie comme elle s'écrit. De Bourdieu à Latour, Paris, EHESS, 2015
- Pierre Bourdieu. Un structuralisme héroïque, Paris, Seuil, 2016
- Sociologie de la Corse, coll. « Repères » n° 711, Paris, La Découverte, 2018
- Clint Eastwood, coll. « Repères » n°748, Paris, La Découverte, 2020